# Half Past Dead
Half Past Dead (Al filo de la muerte en España, Medio muerto en Hispanoamérica) es una película de acción de 2002, en la que un agente federal desertor se infiltra en una prisión para interrogar a un prisionero condenado a muerte, acerca de una fortuna en oro mientras un agente encubierto del FBI trata de detenerlo. Protagonizan el film Morris Chestnut, Steven Seagal, Ja Rule, Kurupt, y Claudia Christian. Fue escrita y dirigida por Don Michael Paul y producida por Elie Samaha, Uwe Schott y Allison Semenza. Distribuida y con derechos de copyright de Columbia Pictures.

## Argumento[1]
El ladrón de autos Sascha Petrosevitch (Steven Seagal) es introducido por el criminal Nick Frazier (Ja Rule) al círculo del jefe del crimen Sonny Eckvall (Richard Bremmer), quien a su vez es el presunto asesino de la esposa de Sascha. La agente del FBI Ellen "E.Z." Williams (Claudia Christian) le tiende una emboscada a Nick para apresarlo, pero la situación se complica y deriva en un tiroteo en el que Sascha es mortalmente herido, aunque se salva milagrosamente de morir.
Luego de ocho meses de recuperación y de haber estado clínicamente muerto por algunos minutos, Sascha es encarcelado junto con Nick en la prisión de Alcatraz, recientemente reabierta. Esta prisión, dirigida por el carismático Juan Ruiz "El Fuego" Escárzaga (Tony Plana), se destaca por su estatuto de pena capital, en el cual el condenado puede elegir cinco tipos distintos de ejecución: inyección letal, cámara de gas, horca, pelotón de fusilamiento o silla eléctrica.
El primer condenado a muerte de la prisión es el anciano Lester McKenna (Bruce Weitz), por el robo de 200 millones de dólares en lingotes de oro, en un golpe que provocó cinco muertes. El director del Buró Federal de Prisiones Frank Hubbard (Stephen J. Cannell) y la Jueza de la Suprema Corte Jane McPherson (Linda Thorson), visitan la prisión para presenciar la ejecución de McKenna, ya que la jueza McPherson fue quien dictó su sentencia de muerte años atrás.
Esa noche, un grupo comando de terroristas, los "49" se lanzan en paracaídas en la prisión y toman el control de la misma; dirigidos por el ex asistente de Hubbard, Donald Robert Johnson (Morris Chestnut) y "6" (Nia Peeples), capturan a McKenna, planeando llevárselo con ellos para que confiese donde escondió el botín del robo. Sascha, quien en el ínterin confiesa a Nick que es en realidad un agente encubierto del FBI que se hizo pasar por criminal para llegar hasta Sonny Eckvall, se alía con McKenna, Nick y sus compañeros presos para luchar contra los terroristas de Donny Johnson y salvar la vida de la jueza.

## Reparto
| Actor                | Role                  |
| -------------------- | --------------------- |
| Steven Seagal        | Sascha Petrosevitch   |
| Morris Chestnut      | Donald Robert Johnson |
| Ja Rule              | Nick Frazier          |
| Kurupt               | Twitch                |
| Nia Peeples          | Número Seis           |
| Tony Plana           | El Fuego              |
| Michael Taliferro    | Little Joe            |
| Claudia Christian    | Ellen Williams        |
| Linda Thorson        | Jane McPherson        |
| Bruce Weitz          | Lester McKenna        |
| Richard Bremmer      | Sonny Eckwall         |
| Stephen J. Cannell   | Frank Hubbard         |
| Eva-Maria Schönecker | Sacerdote             |

## Trivia
Este fue uno de los pocos filmes de Seagal al que le fue otorgado una categoría “Apta para Mayores de 13 Años”.